# 320260 Bertout
320260 Bertout è un asteroide della fascia principale. Scoperto nel 2007, presenta un'orbita caratterizzata da un semiasse maggiore pari a 2,6865493 UA e da un'eccentricità di 0,0620069, inclinata di 3,38724° rispetto all'eclittica.